# Богополь
Не плутати з Богопіль.
Богополь (рос. Богополь) — село в Російській федерації, Кавалеровському районі Приморського краю. Адміністративно відноситься до Зеркальненського сільського поселення.
Розташоване в долині річки Зеркальної, на схід від районного центру.
Населення — 227 осіб (станом на 14 жовтня 2010 року).

## Історія
Поселення було засноване влітку 1907 року десятьма родинами переселенців з інших губерній. Станом на 1 березня 1913 року в селі нараховувалось 48 обійсть.
На початку 1913 року в селі побудувано дерев'яну церкву Казанської ікони Божої Матері, яка наступного року була перебудована. Проіснувала до 1930-х років, коли була розібрана по колодах на дрова і господарські потреби.
В роки радянської влади в селі був створений колгосп «Восходящая звезда», який у 1956 році увійшов до складу новоствореного радгоспу «Горнореченський». Також у 1930-1950-х роках в селі функціонувала Тадушинська МТС.